# Sedlighet
Sedlighet är ett äldre ord för att ha rätt moral, den som samhället menar är anständig – "viljans rätta beskaffenhet" enligt Nordisk familjeboks andra upplaga, från tidigt 1900-tal. Ordet syftar särskilt på sexualmoral; sådant som är sedlighetssårande är sådant som bryter mot rådande uppfattning om sexualmoral. 
Med sedlighetsbrott har huvudsakligen, men inte enbart, menats sexualbrott. Sedlighetsdebatten under 1880-talet handlade om dubbelmoral på sexualitetens områden, och sedlighetsrörelsen vid förra sekelskiftet arbetade för moralisk upprustning.